# انتحار الشباب المثليين

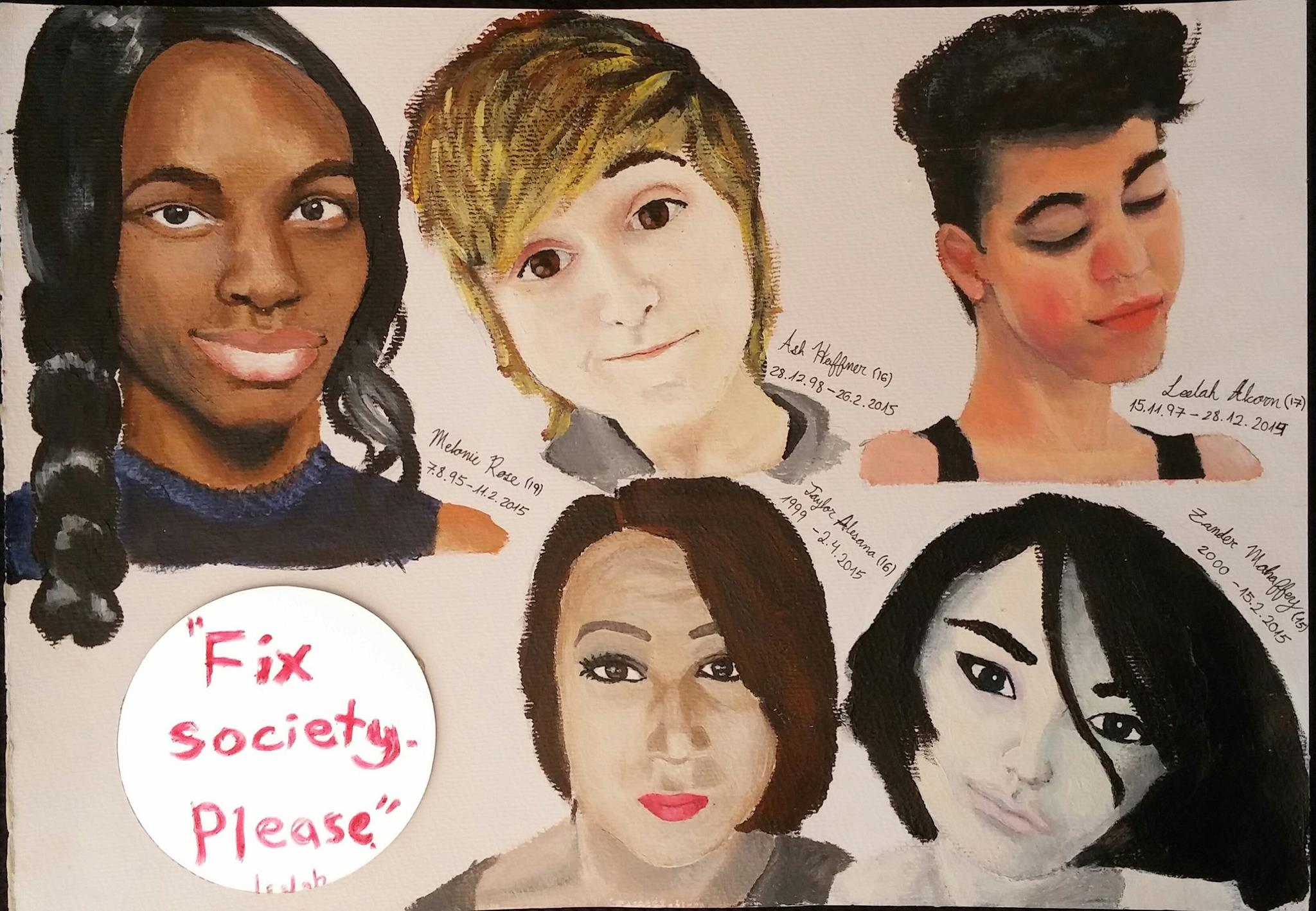
صورة توضح الاشخاص المثليين الخمسة الذين انتحروا في الولايات المتحدة عام 2015

وجدت الأبحاث بأن معدلات الانتحار أو التفكير فيه عند المثلييات، المثليين، مزدوجي الميل، المتحولين، أحرار الجنس والمتسائلين من الشباب أعلى نسبيًا مقارنةً بعامة السكان. المراهقون المثليون والبالغون اليافعون لديهم إحدى أعلى معدلات محاولات الانتحار. وفقَا لبعض المجموعات، فإن ذلك يرتبط بثقافة كراهية المثليين ورهاب المثلية، بكبح حقوقهم كما في الجهود الحالية لوقف الزواج المثلي. تبث زيادة نسبة الاكتئاب وتعاطي المخدرات بين المثليين ومزدوجي الميل والمتحولين جنسيًا بعد تشريع قوانين جديدة تميزيّة ضد المثليين.
لا تزال الأبحاث حول الانتحار عند الأقليات الجنسية أولية. يمتلك المثليون والمثليات ومزدوجي الميل والمتحولين جنسيًا أعلى معدلات الوفاة من الجميع، وأولئك الذين يعيشون في مناطق ذات درجة عالية من الوصم الاجتماعي تجاه المثليين يميلون إلى الانتحار في سن مبكر.
تبين أن التنمر على المثليين الشباب كان عاملاً مساعدًا في العديد من الحالات على الانتحار، حتى إن لم تكن كل التحرشات تناولت على وجه التحديد الجنسانية أو نوع الجنس. منذ سلسلة الانتحارات التي وقعت في بدايات عقد الـ2000، تركز المزيد من الاهتمام على القضايا والأسباب الكامنة وراء ذلك في محاولة للحد من الانتحار بين مجتمع المثليين. أتبثت الأبحاث في في تقبل الأسرة أن «تقبل الوالدين، وحتى الحياد، في يتعلق بالتوجه الجنسي للطفل» يمكنه خفض معدل محاولات الانتحار. التفكير في الانتحار ومحاولات القيام به يبدو قريبًا بنفس الكيفية بالنسبة للشباب المغايرين لنظرائهم الشباب الذين لديهم انجذاب وسلوك مثلي الجنس لكن لا يعرفون عن أنفسهم كمثليين أو مزدوجي الميل أو متحولين جنسيُا أو أحرار الجنس. يتعلق هذا بنتائج  دراسة إستقصائية واسعة للبالغين في الولايات المتحدة وجدت معدلات مرتفعة من «اضطرابات المزاج والقلق، وعوامل خطر رئيسية لسلوك انتحاري،» ترتبط بالأناس الذين حددوا كمثليين، مثلييات ومزدوجي الميل، بدلاً من السلوكيات الجنسية، خاصةً للرجال.
تحالف العمل الوطني لمنع الانتحار لاحظت عدم وجود بيانات وطنية (بالنسبة للولايات المتحدة) فيما يتعلق بالتفكير في الانتحار أو معدلات الانتحار بين السكان المثليين ومزدوجي الميل والمتحولين جنسيًا ككل أو جزئية على سبيل المثال، للشباب المثليين ومزدوجي الميل والمتحولين أو كبار السن منهم. ويرجع ذلك جزيئًا لعدم وجود نسبة مئوية متفق عليها للسكان الإل جي بي تي، أو حتى الذين يحددون كمثليين أو مزدوجي الميل أو متحولين جنسيًا أيضًا شهادات الوفاة لا تتضمن معلومات جنسية. لاحظت دراسة سنة 1986 أن دراسات واسعة النطاق سابقة حول الانتحار لم «تنظر في التوجه الجنسي في تحليل البيانات الخاصة بهم.»

## تقارير ودراسات
الإحصائية الاجتماعية الكلينكية كيتلين ريان لمشروع التقبل الأُسَري (جامعة ولاية سان فرانسيسكو) أجرت الدراسة الأولى حول تأثير التقبل الأسري والرفض على الصحة، والصحة العقلية للمثليين والمثليات ومزدوجي الميل والمتحولين جنسيًا اليافعين، ضمت الانتحار، الأيدز والتشرد. أظهر بحثها أن الشباب المثليين «الذين يعانون مستويات عالية من الرفض من قبل عائلاتهم خلال فترة المراهقة (مقارنة مع أولئك الذين خاضوا رفض أقل أو معدوم من قبل والديهم أو مقدمي الرعاية) من المرجح أنهم حاول الانتحار ثمان مرات أكثر، ومن المرجح أنهم خاضوا مستويات عالية من الاكتئاب ست مرات أكثر، وتعاطوا مخدرات غير مشروعة ثلاثة مرات أكثر ومن المرجح أن يكون ثلاث مرات أكثر عرضةً لفيروس نقص المناعة البشرية أو الأمراض التناسلية الأخرى» في وقت مبكر من العشرينات.
"الطلاب المثليين والمثلييات ومزدوجي الميل والمتحولين جنسيًا أكثر ثلاث مرات من الطلاب غير المثليين في القول أنهم لا يشعرون بالآمان في المدرسة (22% مقابل 7%) و90% من الطلاب المثليين (مقابل 62% من المراهقين غير المثليين) قد تعرضوا للمضايقة أو الاعتداء خلال السنة الماضية." إضافة لذلك، "الطلاب المثليون ميالون أكثر إلى النظر جديًا لترك مؤسساتهم التعليمية مقارنة بالطلاب الغيريين كنتيجة للتحرش والتعدي عليهم." سوزان رانكين،  الكاتبة المساهمة بالتقرير في ميامي، وجدت أن “بشكل لا لبس فيه، التعليم العالي 2010 للأشخاص المثليين يظهر أنها أقل المجتمعات بالحرم الجامعي ترحيبًا."
وفقًا لدراسة أجريت في تايوان، 1 من 5 أو 20% من المثليين التايون قد حاولوا الانتحار.

## رهاب المثلية المنظم والفردي
كما قد يدفع رهاب المثلية على المستويان المنظم والفردي المثليين والمثلييات ومزدوجي الميول والمتحولين جنسيًا لعدم تقبل أنفسهم والخوض في صراعات داخلية عميقة حول هويتهم الجنسية. كما قد يجبر الوالدان أبنائهم على مغادرة المنزل بعد قيامهم بالإفصاح عن ميولهم.
قد يصل رهاب المثلية بأي وسيلة ليكون مدخلاً نحو التنمر الذي قد يتخذ أشكالا عدة. التنمر الجسدي بالركل، اللكم، في حين يدعى التنمر العاطفي الدعوة، نشر الشائعات وإساءات لفظية أخرى. يشمل التنمر الإلكتروني توجيه رسائل نصيّة مسيئة أو رسائل تحمل نفس الطابع على فيسبوك وتويتر وشبكات تواصل اجتماعي أخرى. التنمر الجنسي بالملامسة غير اللائقة، والإيماءات البذيئة وحتى النكت.
التنمر قد يعتبر «طقس عبور»، لكن الدراسات تظهر أن له آثار سلبية جسديّة ونفسيّة. «تعرض شباب الأقليات الجنسية، أو المراهقين الذين عرفوا عن أنفسهم كمثليين، أو مثلييات أو مزدوجي ميول جنسي إلى التنمر مرتين إلى ثلاث مرات أكثر مما تعرض له نظرائهم من المغايرين جنسيا»، وتقريبا تعرض جميع الطلاب المتحولين جنسيًا لمضايقات لفظية.
لقد كانت هذه القضية موضوعًا ساخنًا لوسائل الإعلام على مدى السنوات القليلة الماضية، وحتى أكثر من ذلك في شهري سبتمبر وأكتوبر 2010. نشرّ الرئيس باراك أوباما فيديو «إنه يتحسن» على موقع البيت الأبيض كجزء من حملة  مشروع إت غيتس بيتر.

## استجابات سياسية
طُرحت عدد من خيارات السياسة العامة المقترحة مراراً لمعالجة هذه المسألة. بعض مؤيدي التدخل في مرحلة الإقدام على الانتحار للشباب (مثل الخطوط الساخنة للأزمات)، بينما يدفع آخرون ببرامج توجه ازدياد الشباب  للوصول إلى عوامل تجعلهم معارضين للانتحار (مثل شبكات الدعم الاجتماعي أو المستشارين الناصحين).